# Йонпхьондо
Йонпхендо — група островів з суперечливим адміністративним статусом, наразі під контролем Південної Кореї, у Жовтому морі, розташовані приблизно за 80 км на захід від Інчхон і за 12 км на південь від узбережжя провінції Хванхе, Північна Корея.
Адміністративно належить до міста-провінції Інчхон.
Головний острів групи Даейонпхендо (Великий Йонпхендо), або просто Йонпхендо, площею 7,01 км² і з населенням близько 1300 осіб.
Другий населений острів — Сойонпхендо (Малий Йонпхендо) з невеликим населенням та площею 0,24 км².
Група островів складає Йонпхендо-мен, у складі округу Ончжин, Інчхон.
Йонпхендо славиться куоуурі, ендемічним видом, якого немає ніде більше в Південній Кореї.

## Територіальна суперечка
1. Йонпхьондо
2. Пеннйондо
3. Течхон

Спірна ділянка морського кордону між Північною та Південною Кореями в Жовтому морі:
A: Північна розмежувальна лінія ООН, 1953
B: «Внутрішньокорейська військова демаркаційна лінія», односторонньо заявлена Північною Кореєю, 1999
Острови на розмежуванні:
----
4. Міжнародний аеропорт Інчхон; 5. Сеул; 6. Інчхон; 7. Хеджу; 8. Кесон; 9. Канхва; 10. Пукто; 11. Токчок; 12. Чаволь; 13. Йонхин

30 серпня 1953 року командування багатонаціональними силами ООН встановило північну розмежувальну лінію (ПРЛ), яка визначала морську межу між Південною Кореєю та Північною Кореєю, яку не визнала Корейська Народно-Демократична Республіка. 1999 року КНДР ввела морську розмежувальну лінію (МРЛ), яка визначала морську межу між КНДР та РК, яку не визнала Республіка Корея.
Бойові зіткнення у спірних водах між Північною Кореєю та Південною Кореєю у 1999 та 2002 роках призвели до жертв з обох боків. Зіткнення відбувалися особливо під час лову крабів.
23 листопада 2010 року у Жовтому морі артилерія Республіки Корея з південнокорейського острову Йонпхьондо випустила снаряди по спірних між РК та КНДР водах. Збройні сили Корейської Народно-Демократичної Республіки з північнокорейських міст Кемьорі і Мудо обстріляли військовий табір Південної Кореї і село, які знаходились на острові Йонпхьондо. Південнокорейські військові випустили снаряди з самохідних гаубиць K9 по прибрежних військових базах Північної Кореї у містах Кемьорі та Мудо.
Вранці 5 січня 2024 року північнокорейська армія випустила у напрямку острова близько 200 снарядів, які втім впали у буферній зоні між Північною і Південною Кореями. Попри те, що атака не завдала матеріальної шкоди чи жертв, влада Південної Кореї закликала місцевих жителів перебувати в укриттях, такс само як і жителів сусідніх островів Пеннйондо і Течхон.